# Тутлеймъяун
Тутлеймъяун (Тутлимъяун, устар. Тутлим-Яун) — река в России, протекает по территории Сургутского района Ханты-Мансийского автономного округа. Длина реки — 80 км, площадь водосборного бассейна — 431 км².
Начинается из озера Канчанглор (Гагарина), лежащего на высоте 73,7 метра над уровнем моря вблизи летовья Е. С. Итыкова. От истока течёт на юг среди болот и мелких озёр, затем входит в область соснового леса. В нижнем течении отклоняется к западу. Устье реки находится в 112 км по левому берегу реки Пим на высоте 47,2 метра над уровнем моря. Ширина реки в низовьях — 13 метров, глубина — 2 метра, дно песчаное, в среднем течении — 10 и 1,7 соответственно.
Основные притоки — реки Ерканури и Нятынгъяун — впадают слева.
На реке стоят избы Итыковых и Тайбиных.
В бассейне реки обнаружено скопление археологических памятников.

## Данные водного реестра
По данным государственного водного реестра России относится к Верхнеобскому бассейновому округу, водохозяйственный участок реки — Обь от города Нефтеюганск до впадения реки Иртыш, речной подбассейн реки — Обь ниже Ваха до впадения Иртыша. Речной бассейн реки — (Верхняя) Обь до впадения Иртыша.
Код водного объекта — 13011100212115200045907.